# پیرنال‌لی (آرتوین)
پیرنال‌لی (به ترکی استانبولی: Pırnallı) یک منطقهٔ مسکونی در ترکیه است که در آرتوین واقع شده‌است. پیرنال‌لی ۱۷۲ نفر جمعیت دارد.